# Lexington (Tennessee)
Lexington is een plaats (city) in de Amerikaanse staat Tennessee, en valt bestuurlijk gezien onder Henderson County.

## Demografie
Bij de volkstelling in 2000 werd het aantal inwoners vastgesteld op 7393.
In 2006 is het aantal inwoners door het United States Census Bureau geschat op 7780, een stijging van 387 (5.2%).

## Geografie
Volgens het United States Census Bureau beslaat de plaats een oppervlakte van
30,3 km², waarvan 29,9 km² land en 0,4 km² water. Lexington ligt op ongeveer 154 m boven zeeniveau.

## Plaatsen in de nabije omgeving
De onderstaande figuur toont nabijgelegen plaatsen in een straal van 28 km rond Lexington.